# حمام جزيري
حمام جزيري أو حمام الجزيرة (الاسم العلمي: Nesoenas)، جنس طيور من الحمائم واليمام تنتمي إلى فصيلة، الحماميات. غالبًا ما توضع مع يمام السلحفاة النموذجية في جنس اليمام (Streptopelia) أو الحمام النموذجي (Columba). أما الذين قبلوه، كانوا يُعاملونه عادةً على أنه أحادي النمط، ويحتوي فقط على نوع واحد وهو الحمام الوردي (N. mayeri) من موريشيوس.
يشير تحليل التصنيف التفرعي الأخير لدنا المتقدرة صَبِيغة بي ومؤكسد صبيغة بي وحدات بروتين فرعية ونازعة أن-أي-دي-إتش الوحدة الفرعية 2، بالإضافة إلى بيانات 
الحمض النووي للنواة العامل الأول إنترون 7 تسلسل الحمض النووي الريبوزي منقوص الأكسجين، جنبًا إلى جنب مع علم التشكل والسلوك المتميزين، إلى أن الجنس صالح ولكنه ليس أحادي النمط. يجب أن يشير الحمام الجزيري في الواقع إلى أحادي النمط الخلوي على ما يبدو لسلالة الحماميات من منطقة مدغشقر - ماسكارين. على الرغم من ارتباطها الوثيق بكل من جنس اليمام والحمام، إلا أنه لا يمكن اعتباره بشكل قاطع فرعًا قاعديًا لأي منهما.
أنفصل الحمام الجزيري عن أقاربه الحمام واليمام ربما في أواخر العصر الميوسيني، ربما قبل حوالي 8-7 ملايين سنة، هذه السلالة لها أصوات مميزة، وريش مائل للحمرة بشكل عام وظهره وأجزائه السفلية داكنة ورأسه أفتح. على الأقل في الأنواع الحية، الأرداف والذيل ملونه بشكل متباين. تختلف الأنواع الحية كثيرًا في الحجم، والحمام الوردي (ومن المفترض أن يكون الحمام الوردي لا ريونيوني المنقرض قريبًا منه أيضًا) كبير بشكل ملحوظ وبدائي الشكل مقارنة بيمامة السلحفاة الملغاشية متعددة الأشكال ولكنها منتشرة على نطاق أوسع (N. picturata). ولكن على الرغم من أن النوع الأخير يحمل ريشًا على الرقبة مشابهًا لريش العديد من جنس الحمام واليمام، فإن هذه الريش لهُ أطراف متشعبة إلى حد ما، على عكس النوعين المرتبطين. من الناحية النظرية، يمكن فصل السلالة الأصغر على أنها حمام متجانس (Homopelia)، لكن معظم المؤلفين الحديثين ربما ينظرون في هذا التقسيم الزائد.

## الأنواع
يحتوي الجنس على ثلاثة أنواع، انقرض أحدها الآن
- يمامة السلحفاة الملغاشية, Nesoenas picturatus
- † حمامة رودريغز, Nesoenas rodericanus – انقراض (قبل 1690?)
- حمامة وردية, Nesoenas mayeri

قد ينتمي نوعان آخران منقرضان إلى هذا الجنس:
- † يمامة السلحفاة الموريشيوسية, Nesoenas cicur
- † حمامة وردية لا ريونيونية, Nesoenas duboisi – انقراض (c. 1700)